# Dzsürcsi nyelv
A dzsürcsi nyelv agglutináló nyelv, amely az altaji nyelvcsaládba, azon belül a mandzsu-tunguz nyelvekhez tartozik. Hangrendszere hasonlít a mandzsuéhoz, bizonyos jelenségek szempontjából korábbi fejlődési állapotot tükröz. Az írásos emlékek kora a 12. századtól a 16. századig terjed, amikor is a tulajdonképpeni mandzsu nyelv emlékei kezdődnek. A dzsürcsi írás emlékeit a 19. század végén fedezték fel, és a dzsürcsi írás kutatásával Grube, Jamadzsi Hiroaki, Jin Qi Cong (Csin Csi-Cung) és Ligeti Lajos is foglalkozott.
A nyelv emlékei között szerepelnek feliratok, kiváltságlevelek, a fordító- és a tolmácshivatal szójegyzékei, bronztükrök, pecsétnyomók. Egy dzsürcsi feliratú ezüst paidze Japánba is átkerült a 13. század első felében. Lefordítottak kínai műveket is, mint például az Ezerszavas könyv (千字文), vagy A hadviselés törvényei (Sunzi, 孫子), de ezek nem maradtak fönn.